# Écoust-Saint-Mein
Écoust-Saint-Mein è un comune francese di 501 abitanti situato nel dipartimento del Passo di Calais nella regione dell'Alta Francia.

## Storia
Durante la prima guerra mondiale, poiché la città di Écoust-Saint-Mein si trovava sulla linea Hindenburg, i suoi abitanti furono evacuati dagli occupanti tedeschi. Il campanile della chiesa venne minato e servì da punto di riferimento per l'artiglieria. Liberata dagli alleati nel 1917 in seguito alla battaglia di Arras, fu conquistata nel marzo 1918 dai tedeschi e infine liberata il 1º settembre 1918.

### Simboli
Lo stemma del comune si blasona: 
La città ha adottato questo stemma nel 1984 e, a differenza di molti altri comuni francesi, non è ispirato alle insegne di una famiglia locale ma riprende il simbolo del santo titolare nella chiesa di Saint Main, una mano, che era raffigurata come arma parlante su una vetrata del XVII secolo andata distrutta nel 1793 con le altre vetrate dipinte che decoravano l'edificio.

## Monumenti e luoghi d'interesse
- La chiesa di Écoust-Saint-Mein è intitolata a san Meveno (Saint Méen, Saint Mein), nato nel Galles intorno al 540, fondò l'abbazia di Gaël, partecipó all'evangelizzazione della Bretagna e morì nel 617. Fu eretta nel 1545, come dimostra un accordo raggiunto quell'anno dal Capitolo di Arras con gli abitanti di Écoust. Costruita in stile gotico fiammeggiante, era considerata una delle chiese più belle dell'Artois. Venne restaurata dopo che un fulmine caduto il 26 luglio 1623 ebbe causato alcuni danni materiali. Venduta durante la Rivoluzione francese, fu in parte demolita: tutto ciò che rimase fu la torre e le pareti laterali. Venne recuperata dopo essere stata restituita alla città nel 1822. Completamente distrutta durante la prima guerra mondiale, fu ricostruita negli anni '20, cercando di rispettare i progetti originali. Tuttavia, la mancanza di denaro non permise il completamento della maggior parte delle nicchie e di alcune decorazioni, che sono rimaste allo stato grezzo.[5]

## Società

### Evoluzione demografica
Abitanti censiti

## Nella cultura di massa
Nel film 1917 diretto da Sam Mendes del 2019, Écoust-Saint-Mein, distrutta e in fiamme, è una tappa fondamentale della missione del protagonista. La rappresentazione del film si basa su fatti storici reali: essendo in una zona di guerra durante il primo conflitto mondiale, gli abitanti del villaggio non ebbero altra scelta che abbandonare Écoust-Saint-Mein, tornando dopo la guerra per ricostruire il paese.